# Lasioglossum equestre
Lasioglossum equestre är en biart som först beskrevs av Morawitz 1876.  Lasioglossum equestre ingår i släktet smalbin, och familjen vägbin. Inga underarter finns listade i Catalogue of Life.